# Villa Purificación
Villa Purificación är en kommun i Mexiko.   Den ligger i delstaten Jalisco, i den södra delen av landet, 600 km väster om huvudstaden Mexico City. Antalet invånare är 10 975.
Följande samhällen finns i Villa Purificación:
- Purificación
- Los Lindos